# William Basinski
William James Basinski (nascido em 1958) é um compositor vanguardista criado em Nova Iorque. Ele também é clarinetista, saxofonista, artista de som e vídeo.
Basinski é mais conhecido pelo seu álbum em quatro partes The Disintegration Loops (2002–2003), construído a partir de suas primeiras fitas cuja cada repetição, a música em si ia sumindo.

## Biografia
William Basinski nasceu em 1958 na cidade de Houston, Texas. Um clarinetista clássico treinado, ele estudou saxofones de jazz e composição na Universidade do Norte do Texas durante os anos 1970. Em 1978, inspirado pelo minimalismo por artistas como Steve Reich e Brian Eno, ele começou a desenvolver seu próprio som, usando repetições de fitas e tape decks de rolos. Ele desenvolveu seu estilo experimentalista meditativo e melancólico utilizando melodias curtas repetindo-se contra o som delas mesma, criando feedback loops.
Seu primeiro lançamento foi Shortwavemusic. Por mais que criado em 1983, só foi lançado pela primeira vez em 1998 por vinil pela gravadora Raster-Noton. Em seguida, ele lançou Watermusic, em sua própria gravadora 2062 Records, em 2000. Outro álbum dele de 1980, Variations: A Movement in Chrome Primitive, só conseguiu ser lançado em 2004 pela gravadora Durtro/Die Stadt de David Tibet. Na época em que foi criado, Basinski estava experimentando composições com pianos e tape loops.[carece de fontes?]
Durante os anos 1980, Basinski criou um vasto arquivo de trabalhos experimentais usando tape loops, sistemas de delay, sons encontrados, e estáticas de ondas curtas. Ele foi membro de várias bandas incluindo Gretchen Langheld Ensemble e House Afire. Em 1989, ele sua própria casa de shows, "Arcadia" no número 118 na 11th Street. Nos anos 1990, ele performava e produzia álbuns. Ele também performava shows pequenos para vários artistas de Nova Iorque incluindo Antony Hegarty, Diamanda Galás, Rasputina, The Murmurs, e sua própria banda de improvisação/eletrônica experimental, Life on Mars.[carece de fontes?] Em 2000, ele fez um filme intitulado Fountain com os artistas James Elaine e Roger Justice.[carece de fontes?]
Em agosto e setembro de 2001, ele começou a trabalhar no que seria seu projeto mais conhecido, o álbum de quatro partes The Disintegration Loops. As gravações foram feitas utilizando loops de fitas muito antigas, já degradadas. Enquanto tentava salvá-las em um formato digital, as fitas cederam e deixaram apenas The Disintegration Loops como registro de sua existência.

## Discografia

### Álbuns de estúdio
- Shortwavemusic (1998, Raster-Noton)
- Watermusic (2000, 2062 Records)
- The Disintegration Loops (2002, 2062 Records)
- The River (2002, Raster-Noton)
- The Disintegration Loops II (2003, 2062 Records)
- Watermusic II  (2003, 2062 Records)
- Melancholia (2003, 2062 Records)
- The Disintegration Loops III  (2003, 2062 Records)
- A Red Score in Tile (2003, Three Poplars)
- The Disintegration Loops IV (2003, 2062 Records)
- Variations: A Movement in Chrome Primitive (2004, Durtro/Die Stadt)
- Untitled (2004, Spekk) (com Richard Chartier)
- Silent Night  (2004, 2062 Records)
- The Garden of Brokenness (2006, 2062 Records)
- Variations for Piano and Tape (2006, 2062 Records)
- El Camino Real (2007, 2062 Records)
- 92982 (2009, 2062 Records)
- Vivian & Ondine (2009, 2062 Records)
- Aurora Liminalis (2013, Line) (com Richard Chartier)
- Nocturnes (2013, 2062 Records)
- Cascade (2015, 2062 Records)
- The Deluge (2015, 2062 Records)
- Divertissement (2015, Important Records) (com Richard Chartier)
- A Shadow in Time (2017, 2062 Records)
- Selva Oscura (2018, Temporary Residence Limited)
- On Time Out of Time (2019, Temporary Residence Limited)
- Hymns of Oblivion (2020, self-released)
- Lamentations (2020, Temporary Residence Limited)

### Álbuns de compilação
- The Disintegration Loops (2012, Temporary Residence Limited)